# Соррел и сын (фильм, 1927)
«Соррел и сын» (англ. Sorrell and Son) — американский немой драматический фильм 1927 года режиссёра Герберта Бренона. Экранизация одноимённого романа Уорвика Дипинга. В 1929 году фильм был выдвинут на премию «Оскар» в номинации лучшая режиссёрская работа (драма). Многие годы фильм считался утерянным, пока не был обнаружен в архиве Американской киноакадемии в 2005 году.

## Сюжет
Стивен Соррел — отставной военный. Его жена ушла после рождения ребёнка, и ему пришлось воспитывать сына одному, а так как его выгнали с работы, ему приходится подрабатывать чернорабочим. Однажды, когда всё начало налаживаться и денег стало хватать, жена появилась на пороге их дома, чтобы снова вернуться в жизнь их сына.

## В ролях
- Г. Б. Уорнер — Стивен Соррел
- Анна Нильссон — Дора Соррел
- Кармел Майерс — Фло Палфри
- Норман Тревор — мистер Роланд
- Элис Джойс — Фанни Гарланд
- Нильс Астер — Кристофер «Кит» Соррел
- Мэри Нолан — Молли Роланд

## Ремейк
В 1934 году в Великобритании был снят ремейк, в котором Г. Б. Уорнер вновь сыграл Стивена Соррела. В 1984 году был снят одноимённый британский телесериал.